# Linuxdistribution

Linux-maskoten Tux

En Linuxdistribution är ett operativsystem baserat på Linux-kärnan samt tillhörande programvara, distribuerat som en självständig helhet. Operativsystemet Linux installeras nästan alltid i form av en distribution.
Förutom installationsprogram, Linux-kärnan och andra för ett operativsystem nödvändiga komponenter innehåller distributionerna oftast en mycket stor mängd programvara. Programvaran är indelad i paket, som med distributionens verktyg lätt kan installeras, hållas uppdaterade eller avinstalleras.
Operativsystemet, eller familjen av operativsystem, kallas Linux efter kärnan eller GNU/Linux efter denna och GNU-projektet som skapat flera av de program som ofta finns med i linuxdistributionerna.

## Vad är en distribution?
Den programvara ett linuxsystem innehåller är helt eller till största delen fri programvara, och därför kan den lätt laddas ner över Internet och lagligt modifieras, ompaketeras och distribueras vidare.
Att samla programvara till en fungerande helhet kräver specialkunskaper och mycket arbete. När Linux blev populärt var det därför naturligt att en del av dem som gjort detta arbete lade ut sitt verk att utnyttjas av andra, varvid de första linuxdistributionerna föddes. Så småningom utvecklades distributionerna till mycket sofistikerade helheter, som lätt kan installeras och administreras också utan alltför stora kunskaper.
De fundamentala delarna av en distribution utgörs – vid sidan av själva operativsystemet och tillämpningsprogrammen – av den pakethanterare med vilket man installerar distributionens programvara, av det paketformat som används för att distribuera programvarupaket, av verktygen med vilka man kan installera, uppdatera, avinstallera eller annars administrera programvarupaketen samt den infrastruktur med vilken själva distributionen utvecklas och administreras.
Givet en fungerande distribution är det ganska lätt för en expert att göra större eller mindre ändringar i denna och distribuera resultatet som en egen distribution. Genom denna mekanism har ett otal distributioner fötts, som mer eller mindre avviker från sina respektive moder- och syskondistributioner.
Att upprätthålla en distribution som väsentligt avviker från moderdistributionen innebär ett stort arbete, varför en ny distribution ganska snart måste samla en större bas av intresserade utvecklare. Också större distributioner försöker undvika onödigt arbete genom att så långt som möjligt använda samma versioner av programvara som den som upprätthåller programvaran "uppströms"; förbättringar infogas i mån av möjlighet i den ursprungliga koden och helt egna versioner ("fork") undviks.
GNU-projektets GPL-licens, som används av många centrala programvaruprojekt, kräver att alla innehavare av ett program skall ha tillgång till full källkod och ha tillstånd att modifiera och vidaredistribuera programmet. Därför finns nästan alla linuxdistributioner – också de kommersiella – fritt tillgängliga på Internet, både som källkod och som installerbara paket.

## Skillnader mellan distributioner

### Målgrupp
Det finns ett antal självständiga distributioner med ett stort antal användare, avsedda att vara lämpliga för det mesta. Ofta är avsikten att ett företag som väljer denna distribution skall kunna använda den på alla sina Linux-datorer, såväl arbetsstationer som servrar och brandväggar. Dessa distributioner, till exempel Debian GNU/Linux, Red Hat Enterprise Linux och SUSE Linux, är i allmänhet ett tryggt val för den som inte har specialbehov. Distributionerna skiljer sig ifråga om omfattningen av programutbudet, finslipning av användargränssnitten, hur ny eller hur väl testad programvaran är och liknande aspekter.
En del distributioner är avsedda i första hand för persondatorer (serverfunktioner kan ändå vara väl stödda). Linspire och Xandros har speciellt satsat på stöd för grafik och spel och på kompatibilitet med Windows. Andra distributioner i första hand för persondatorer är Ubuntu och Mandriva.
Slackware (den äldsta fortfarande underhållna distributionen) och Gentoo satsar på att ge användaren största möjliga frihet att anpassa systemet, Gentoo genom att i första hand erbjuda källkod, som kompileras på den enskilda datorn.
Olika varianter av dessa distributioner har tagits fram till exempel i nationella eller delstatliga satsningar på informationsteknik. Här kan nämnas Red flag linux i Kina, ALT Linux i Ryssland, LiMux i München i Tyskland och Linex i Extremadura i Spanien. Ett otal mindre liknande projekt förekommer.
Det finns också ett antal projekt för ovanligare hårdvaruplattformar eller speciella ändamål, såsom Damn Small Linux för situationer där resurser som minne och diskutrymme är begränsade, Edubuntu och Skolelinux med tanke på skolor och Knoppix för körning från CD-skiva, utan installation. Skolelinux är numera integrerat som ett projekt i moderdistributionen ("Debian Edu").

### Hårdvaruplattform
De flesta linuxdistributioner stöder x86 och AMD64, de vanliga PC-datorerna i 32- och 64-bitsversion. För andra hårdvaruplattformar finns det ofta särskilda distributioner, såsom Yellow Dog för PowerPC- och Power-processorer (ursprungligen för Power Macintosh). En del större distributioner stöder flera hårdvaruplattformar; Debian är extrem med elva officiellt stödda plattformar och en handfull andra med inofficiellt stöd.

### Uppdateringstakt
En del distributioner satsar på att erbjuda den nyaste programvaran och uppdatera denna kontinuerligt. Andra satsar på stabila utgåvor med välprövad programvara och långa testperioder. Debian är, vad gäller den stabila utgåvan, ett extremt exempel på det senare, och erbjuder också vältestade och fungerande uppdateringar från en stabil utgåva till den nästa. Också till exempel Ubuntu (i vissa versioner) och Red Hat Enterprise Linux erbjuder långt stöd innan systemet behöver uppdateras i sin helhet.

### Paketformat
Se även paket (installation)
Programvara för linuxdistributioner distribueras i allmänhet dels som källkod, dels som färdigt kompilerade paket anpassade för distributionen ifråga. Beroende på distributionen kan för denna anpassad källkod vara lättinstallerad, men vanligen är det de färdigkompilerade paketen som används.
Det finns ett antal olika paketformat. Förutom själva programfilerna, relaterad dokumentation och liknande kan paketen innehålla små datorprogram, installationsskript, som körs vid installation och avinstallation, samt framförallt information om beroenden, det vill säga om förhållandet mellan paketet och andra delar av distributionen. Till exempel kan ett paket ange att ett annat paket eller en viss fil bör finnas installerad för att paketet skall fungera som avsett. Informationen som ingår varierar mellan de olika paketformaten. Distributionens installationsverktyg klarar numera i allmänhet av att från distributionens servrar ladda ner de paket som behövs.
Paketen som installeras skall i allmänhet vara avsedda för uttryckligen den distribution där de installeras, eventuellt för rätt version av distributionen. Det finns verktyg för att underlätta användandet av paket för andra distributioner, men dessa är inte helt pålitliga.

### Programvaruutbud
Se artikeln om operativsystemet Linux för en mer omfattande presentation
Eftersom de olika linuxdistributionerna innehåller mer eller mindre samma program, utvecklade av organisationer oberoende av enskilda distributioner, utgörs skillnaderna i programutbudet främst av hur nya versioner av programvaran som ingår, vilka program distributionen anser väsentliga för målgruppen och hur stort paketutbud distributionen tycker sig klara att administrera.
I allmänhet går det att som systemadministratör själv anpassa ett godtyckligt (fritt) program till den egna distributionen. Enskilda program kan också installeras utan större anpassning, till och med som normalanvändare, så länge dessa program inte är i konflikt med varandra eller med det som installeras med distributionens verktyg.

#### Klasser av program
Vid sidan av Linux-kärnan, för operativsystemets funktion centrala bibliotek, programladdare, kommandotolk, traditionella Unix-kommandon och distributionens administrationsverktyg ingår flera typers programvara i de flesta distributioner. Vilken programvara som installeras automatiskt varierar, men detta har sällan något större samband med hur mycket programvara som finns tillgänglig.
Som grafiskt användargränssnitt används X Window System eller Wayland, kompletterat med fönsterhanterare och skrivbordsmiljö. Inga av dessa är strikt nödvändiga, men de saknas endast i vissa specialiserade minidistributioner. En del distributioner är uppbyggda kring en viss skrivbordsmiljö och fungerar inte som avsett utan denna.
De flesta distributioner innehåller kompletta mångsidiga utvecklingsmiljöer, med ett otal programspråk och kommandotolkar. Den viktigaste kompilatorn är GCC. En sofistikerad utvecklingsmiljö behövs för att utveckla själva distributionen, och denna finns rimligen tillgänglig också vad gäller minidistributioner. Till programmerarverktygen hör självklart kraftfulla textredigerare, framförallt Emacs och Vim.
Linux var länge starkt framförallt på mindre servrar. Den mesta centrala serverprogramvaran för Unix-system (inklusive till exempel sendmail, apache och BIND) finns tillgänglig för Linux. Också distributioner i första hand inriktade på persondatorer innehåller ett stort utbud serverprogramvara.
Numera finns flera med MS Office mer eller mindre kompatibla kontorspaket tillgängliga, och åtminstone något ingår i distributioner avsedda för persondatorer. Likaså finns ett antal webbläsare, bland annat Firefox eller en variant av denna under annat namn, samt ett antal e-postprogram.
Utbudet av datorspel har under Unix och Linux varit ett annat än under operativsystem för persondatorer. Fortfarande ges stora kommersiella spel sällan ut anpassade för Linux. En del av dem kan spelas med hjälp av speciallösningar, såsom med emulatorn Wine. Det finns distributioner som riktat in sig på att så långt som möjligt möjliggöra spelande av Windows-spel.
Motsvarande problem gäller multimedia. Utbudet av multimediaprogram är mångsidigt, men ljud och film distribueras ofta i format begränsade av mjukvarupatent eller liknande juridiska problem. De kodekar som behövs finns ofta tillgängliga på nätet, men kan inte distribueras med fri programvara. I vissa linuxdistributioner är installationsprocessen enklare än i andra, eller kodekarna kan till och med ingå i en ofri variant av distributionen.

## Att välja distribution
Alla distributioner har sina styrkor och svagheter, men få personer har sakkunskap att mångsidigt bedöma distributionernas relativa fördelar. Hårdvarustöd, inställningar och förval, som ofta ger ett starkt förstaintryck av en distribution, kan ändras med tiden eller genom egna åtgärder.
Standardrådet är att välja en allmänt använd icke-specialiserad distribution, som används av någon man kan be om hjälp. När man lärt känna en distribution kan den i allmänhet anpassas till egna behov och preferenser.
Det finns några tester man kan göra för att få reda på vilken distribution som passar en bäst. De ställer lämpliga frågor och räknar ut vad som passar en bäst. Man kan också läsa någon av den uppsjö av artiklar som finns i ämnet.

## Distribution av programvara
Till skillnad från många andra operativsystem, både för servermiljö och skrivbordsdatorer, bygger de flesta linuxdistributioner på fri programvara, och kan därför kopieras och laddas ner via Internet gratis. Utbudet av programvara inom distributionen är också så stort att man sällan behöver köpa eller ladda ner program från andra håll.

### Installation
Distributionerna installeras vanligen genom att man laddar ner "bilden" av en installationsskiva och bränner den på CD (numera kopieras bilden istället i allmänhet till en minnessticka). Man kan också köpa eller låna en CD eller DVD eller en uppsättning sådana, antingen i billighetsvariant eller packad som normal kommersiell programvara, med tillhörande manualer.
Då programvaran är fri är lånande av CD:n oproblematiskt och förekommer också i organiserad form. Ubuntu har gått så långt som att erbjuda att skicka hem gratis CD-skivor per post.
Linux finns också att få som förinstallerat. Främst gäller detta serverhårdvara och vissa specialapparater, såsom ASUS Eee PC och olika inbyggda system, men ibland också normala bordsdatorer.
Eftersom bandbredd inte är gratis, i synnerhet inte för distributionerna, rekommenderas numera vanligen fildelningstekniker såsom Bittorrent eller andra specialarrangemang (såsom Debians jidgo eller minimala netinst-CD). Det räcker i allmänhet med en installations-CD, varvid resten av programpaketen kan laddas ner enligt behov (till exempel utgör hela Debian main sommaren 2009 ett trettiotal CD-skivor, vartill kommer lika mycket källkod – en vanlig användare behöver bara en bråkdel av detta).

### Uppdatering
Linuxdistributionerna brukar ha all programvara tillgänglig på sina servrar på Internet, därifrån nya paket kan installeras och gamla vid behov uppdateras. Uppdatering av en viss utgåva är så gott som automatisk. Uppdateringen inom en "stabil" utgåva begränsar sig ofta till rättelser av säkerhetshål och andra grava fel, men i en del distributioner (och i testutgåvan av också konservativa distributioner) erbjuds också helt nya versioner av programvaran.
Den som inte har tillgång till snabb internetförbindelse kan uppdatera programvaran med hjälp av en nyare version av installationsskivorna eller med hjälp av särskilda uppdateringsskivor. Det finns också verktyg för att överföra uppdaterade programpaket till flyttbara medier (CD, USB-minne) på en maskin för uppdatering av en annan.
Uppdateringen från en utgåva till en annan kräver i allmänhet handarbete. Debian sätter en ära i att också denna uppdatering skall kunna göras på distans (väsentligt för dem som själv administrerar servermaskiner placerade i hyrda utrymmen på annan ort), till och med utan att under själva uppdateringen avbryta användarnas arbete. Ifråga om många distributioner är praxis att installera om operativsystemet i samband med uppdateringen.

## Användarvänlighet
Användarvänlighet är ett hårt debatterat ämne, inte minst för att det är subjektivt vad som är användarvänligt, och för att det finns en sådan stor variation bland olika linuxdistributioner.
Man kan i allmänhet skilja på användarvänligheten i installationsprocessen, som sker sällan, vid uppdatering och administration, och i den dagliga användningen. Man kan också skilja mellan lätthet att installera och använda datorn enligt förval och lätthet att få datorn att också i specialsituationer fungera så som man vill.
När det gäller installation av Linux är vissa distributioner, såsom Ubuntu, minst lika enkla som Microsoft Windows, medan Gentoo kräver stor kunskap och stort engagemang av installatören. Å andra sidan kan en dator med ett välskött Linux på för många människor vara minst lika enkel att arbeta med som en med Windows. Undersökningar av ovana datoranvändare i Thailand visade att Linux faktiskt var mer intuitivt än Windows.  Linux fungerar dock annorlunda än Windows vilket gör att personer med erfarenhet och träning i Windows kan uppleva det som svårare.

## Säkerhet
Säkerhet framhålls ofta som Linux kanske största styrka. Med undantag för Linspire, där användaren alltid kör som administratör ("root"), uppmuntrar de flesta linuxdistributioner användandet av ett användarkonto för icke-administrativa sysslor – flertalet tillåter inte ens root-kontot att logga in i det grafiska gränssnittet. I kombination med program som inte underlättar ofrivillig exekvering av programkod i e-post och på webbsidor minskar det risken att infekteras med datorvirus eller annan skadlig programvara, och minimerar skadan då det ändå sker.
Linux kan också ha fördel i att inte vara lika spritt bland hemdatorer som till exempel Windows, eftersom det då inte blir en lika attraktiv måltavla för virusmakare.
Också om det finns en mängd virus för Linux, så har inga egentliga virusepidemier tillsvidare förekommit. Däremot förekommer maskar, som utnyttjar brister i serverprogram eller i program som kan nås via serverprogram. Automatiserade försök att logga in som root via SSH, med hjälp av triviala lösenord, och missbruk av oförsiktigt skrivna eller illa underhållna cgi-program förekommer allmänt.

## Välkända distributioner

Tidslinje för olika linuxdistributioner.

Några vanliga linuxdistributioner är Ubuntu, CentOS, Fedora och Debian.
Lista över några distributioner:
- Arch Linux
- CentOS
- Damn Small Linux (DSL)
- Debian GNU/Linux
- Fedora
- Freespire
- Gentoo Linux
- Knoppix
- Linspire (före detta Lindows)
- Linux Mint (Baserad på Ubuntu)
- Mandriva Linux (före detta Mandrake Linux)
- MEPIS
- Moblin
- Pardus
- PCLinuxOS
- Red Hat Enterprise Linux
- Scientific Linux
- Slackware
- SUSE Linux
- Symphony OS
- Turbolinux
- Ubuntu (Varianter av Ubuntu: Edubuntu, Kubuntu, Xubuntu, Gobuntu)
- Xandros

### Specialiserade distributioner
Distributioner anpassade antingen för en viss hårdvaruarkitektur annan än i386/AMD64 (en del av distributionerna ovan fungerar endast med de arkitekturerna) eller för en viss uppgift (exempelvis brandvägg).
- IPCop
- Ipod Linux
- Yellow Dog Linux
- Puppy Linux